# Lisino (obwód wołogodzki)
Lisino (ros. Лисино) – wieś w Rosji, w rejonie charowskim obwodu wołogodzkiego. W 2021 r. była niezamieszkana.